# Gregoor van Dijk
Gregoor van Dijk (* 16. November 1981 in Groningen) ist ein niederländischer Fußballspieler. Seit Sommer 2010 steht der Mittelfeldspieler beim zyprischen Erstligisten AEK Larnaka unter Vertrag.

## Karriere

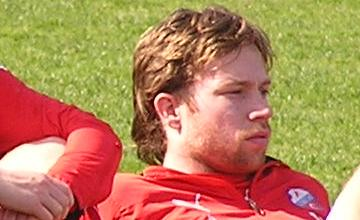

Van Dijk kam zur Saison 1998/99 in den Profikader des FC Groningen. Nach nur wenigen Einsätzen in seinem ersten Jahr, schaffte er im Folgejahr den Durchbruch. Nach einer weiteren guten Saison wechselte der Mittelfeldspieler im Sommer 2001 zu Roda Kerkrade. Dort war er in fünf Jahren Stammspieler und Leistungsträger des Teams. Trainer wie Wiljan Vloet und Huub Stevens brachten ihn in dieser Zeit weiter in seiner Entwicklung. Schließlich wechselte van Dijk zur Spielzeit 2006/07 zu Ligakonkurrent FC Utrecht. Am 27. Juni 2008 verlängerte er dort seinen Vertrag auf 2012. Nach Ablauf der Saison 2007/08 ehrten ihn die FCU-Anhänger mit der David di Tommaso Trophäe, der Auszeichnung für den Utrecht-Spieler des Jahres.
Im Sommer 2010 verließ van Dijk die Niederländer und wechselte zu AEK Larnaka in die zyprische First Division.

## Erfolge
- FC Utrecht-Spieler des Jahres: 2007

## Wissenswertes
- Van Dijk gilt als robuster Spieler, der Hang zur Übertreibung hat. In seiner Karriere sammelte er, neben vielen gelben, insgesamt sieben Rote Karten in der Liga. 2007/08 stellte er damit den Rekord für die Eredivisie auf.
- Sein Bruder Dominique van Dijk ist ebenfalls Fußballer.